# أحمد الروحاني
 السيد أحمد بن محمد صادق مجتهد القمي الروحاني (1322 هـ - 1384 هـ). هو رجل دين وخطيب شيعي إيراني كان معارضاً للنظام الإيراني في فترة حكم رضا شاه.

## ولادته ونشأته الدينية
كانت ولادة الروحاني في الثالث عشر من شوَّال 1322 هـ في أسرة متديّنة بمدينة قم، وبها نشأ وابتدأ بدراساته الدينيَّة، وتدرَّج في دراساته حتى درس عند أبي الحسن الرفيعي القزويني وعبد الكريم الحائري وغيرهما، ثم هاجر سنة 1344 هـ إلى النجف ودرس فيها على محمد حسين النائيني وضياء الدين العراقي وغيرهما، ورجع إلى إيران في وقت لاحق وحضر دروس الحائري مرَّة كما أقام بقزوين نحو أربع سنوات ممارساً الخطابة الدينيَّة، وفيها تزوَّج إذ صاهر فضل علي القزويني.

## معارضته للنظام الإيراني
كان الروحاني من جملة رجال الدين الذين وقفوا ضد سياسة رضا شاه بمنع الحجاب، فاضطَّر إثر ذلك إلى الهجرة إلى العراق حيث سكن في كربلاء ما يقارب العشر سنين مواصلاً دراساته الدينيَّة وممارسته للخطابة، وقد تخللت فترة إقامته في كربلاء رحلات سفر إلى الهند وپاكستان حيث كان يقوم بدوره الديني في الخطابة والتبليغ هناك.

## عودته إلى إيران ووفاته
عاد إلى إيران سنة 1360 هـ واستقرَّ في طهران، وارتقى المنابر الخطابيَّة فيها، وتولَّى إمامة مسجد بني هاشمي سنة 1374 هـ، وظلَّ مستمراً في إمامة هذا المسجد إلى حين وفاته في شهر صفر 1384 هـ.

## مؤلفاته
| - سر السعادة وهي رسالة مختصرة في معنى الصلاة على النبي وآله عليهم السلام، وآثارها وأحكامها. - تسلية المريض. | - كفاية النحو. |